# مركز الحفية لصون البيئة الجبلية
مركز الحفية لصون البيئة الجبلية هو محمية للحياة البرية ومركز للزوار يقع غرب مدينة كلباء الساحلية في إمارة الشارقة، الإمارات العربية المتحدة.

## المرافق
تم افتتاح مركز الحفية لصون البيئة الجبلية في عام 2016، بمساحه تبلغ 12 كـم2 (4.6 ميل2) محمية للحياة البرية ومركز للزوار، مع حوالي 30 حيوانًا محفوظًا في المركز، بما في ذلك الفهود العربية، والتي يُعتقد أنها انقرضت الآن في البرية في الإمارات العربية المتحدة. وقد تم الترحيب بها كخطوة رئيسية إلى الأمام في الحفاظ على الأنواع الجبلية المهددة بالانقراض في الإمارات العربية المتحدة، وفي عام 2016، فازت بجائزة الشرق الأوسط للمشروع التعليمي لهذا العام.

## الحيوانات

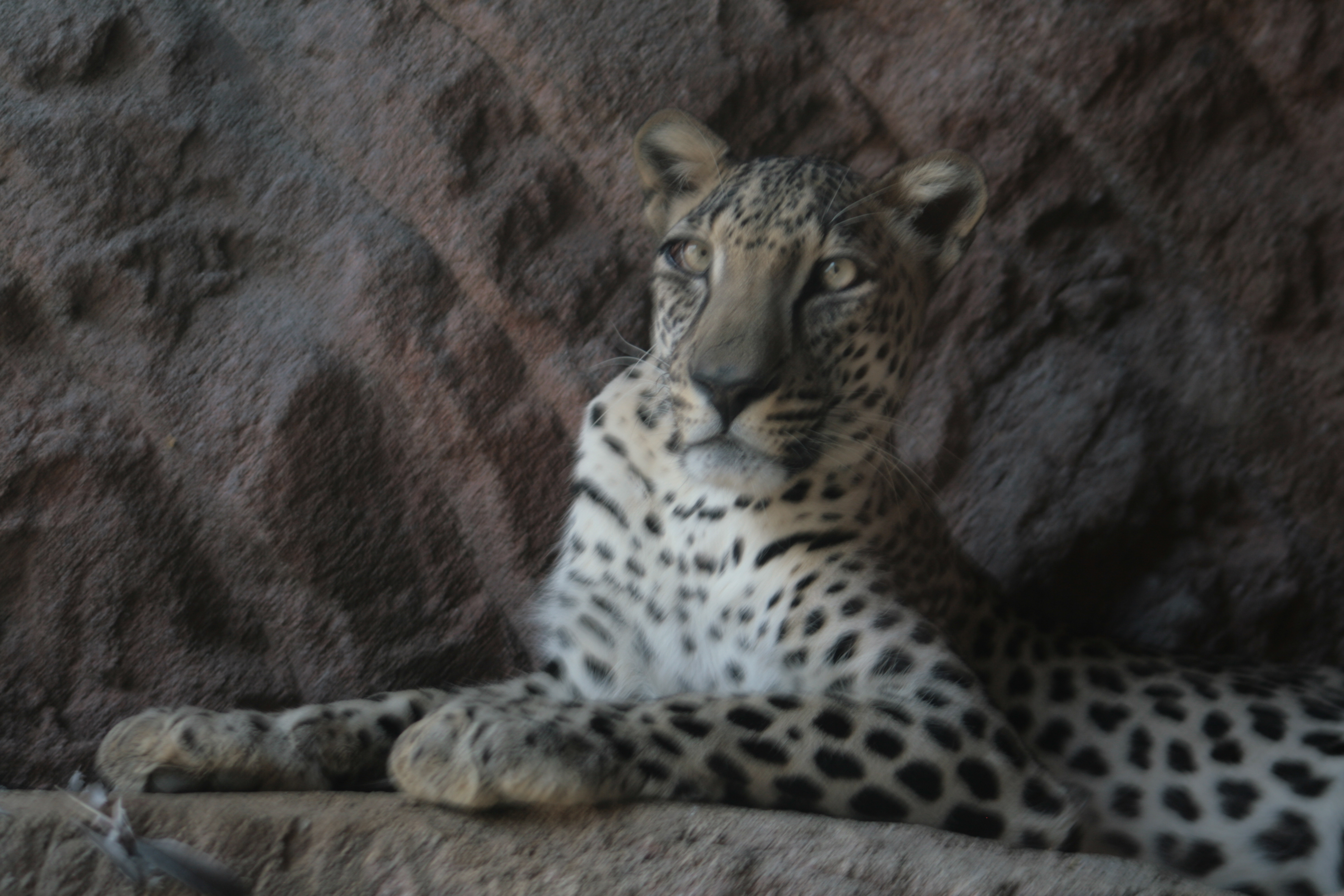
النمر العربي

تم تطوير المركز من قبل هيئة الشارقة للاستثمار والتطوير ( شروق )، وتديره هيئة الشارقة للبيئة والمحميات الطبيعية. يتألف المركز من عدد من حاويات المناظر الطبيعية التي تعيش فيها الحيوانات الجبلية في بيئتها الطبيعية. العديد من الأنواع الموجودة في المركز كانت موجودة سابقًا في مركز تربية الحياة البرية العربية المهددة بالانقراض في الشارقة (BCEAW)، وهي محلية في مناطق وادي الحلو وخورفكان وكلباء في جبال الحجر.
تشمل الحيوانات الموجودة في الهواء الطلق النمر العربي، الوبر الصخري، الغزال، الوشق، الطهر العربي، الذئب العربي والضبع المخطط. بالإضافة إلى النمر المهدد بالانقراض، تم تصنيف الذئب العربي والطهر العربي من الأنواع المهددة من قبل الاتحاد الدولي للحفاظ على الطبيعة (IUCN).
كما يوجد فصائل صغيرة في داخل المركز وتشمل الثعابين والسحالي والقنافذ.
يتجول زوار المركز حول المناطق الخارجية في عربات الجولف مع المرشدين. يستضيف المركز أيضًا المعارض الفنية والأحداث الأخرى.

## روابط خارجية
- مركز الحفية لصون البيئة البحرية نسخة محفوظة 28 أكتوبر 2020 على موقع واي باك مشين.
- مركز الحفية لصون الطبيعة. . مشروع مزج التثقيف بالمعرفة ( يوتيوب )
- مركز الحفية لصون البيئة البحرية وطيور البحر عند الشارقة
- مركز الحفية للمحافظة على الجبل | كلباء | موقعك
- زيارة مركز الحفية لحماية الجبال في كلباء بالشارقة 27.09.2018
- الطهر العربي ( Arabitragus jayakari ) في مركز الحفية للحفاظ على الجبال في كلباء الشارقة